# Stanley Schachter
Stanley Schachter (Flushing, 15 april 1922 - 7 juni 1997) was een Amerikaans sociaalpsycholoog, die bekend werd met zijn emotie-onderzoek.

## Studies en werk
Na zijn middelbare studies behaalde hij in 1942 een bachelor in de kunstgeschiedenis aan de Yale-universiteit. Daarna veranderde hij van richting en behaalde in 1944 een master in de psychologie. Schachter werd hierbij sterk beïnvloed door Clark Hull. Na zijn studies ging hij aan de slag in het Amerikaanse leger, waar hij in het Aero-Medical Laboratory werkte rond visuele waarneming. In 1946, na het beëindigen van zijn legertijd, werkte hij in het Massachusetts Institute of Technology onder de sociaalpsycholoog Kurt Lewin in een onderzoekscentrum rond groepsdynamica. Wanneer Lewin in 1947 overleed, verhuisde dit onderzoekscentrum naar de Universiteit van Michigan, waar Schachter verder werkte aan zijn doctoraat. Hij werd er verder begeleid door Leon Festinger. In 1949 behaalde Schachter zijn doctoraatstitel. In zijn proefschrift toonde hij aan hoe personen met een mening die afwijkt van die van de meerderheid in een kleine groep, onder sterke groepsdruk hun mening bijstellen in de richting van de meerderheid. De resultaten van zijn onderzoek werden in 1951 gepubliceerd en in 2014 gerepliceerd. Het belang van sociale factoren voor het begrijpen van de realiteit vormde een terugkerend thema doorheen de carrière van Schachter.
Schachter kon onmiddellijk aan de slag bij de Universiteit van Minnesota in Minneapolis.
In 1956 verscheen het belangrijke boek "When prophecy fails", van Leon Festinger, Henry Riecken en Stanley Schachter. Hierin volgden ze een groep mensen die het einde van de wereld verwachtten op een specifieke datum. Ze waren ervan overtuigd dat alleen de echte aanhangers van hun leer zouden gered worden door vliegende schotels. Op de voorspelde datum, eind 1954, verging de wereld echter niet. Dit leidde hen er niet toe om hun overtuigingen op te geven. Vanaf dan waren ze ervan overtuigd dat de wereld van de ondergang gered was door hun inzet en geloof. Op basis hiervan gingen ze verder met het uitdragen van hun leer. Dit onderzoek vormde mee de basis voor de cognitieve dissonantietheorie van Festinger. De kracht van sociale invloed bleef ook voor Schachter een zeer belangrijk gegeven. Zo toonde hij enkele jaren later aan dat mensen soms sociale contacten zochten om na te gaan welke emoties bij een bepaalde situatie pasten. Met name in minder duidelijke, ambigue en tegelijk mogelijk bedreigende situaties gaan mensen soms na welke emoties anderen daarbij hebben, om de eigen emoties te kunnen interpreteren.
In 1961 werd Schachter hoogleraar aan de Columbia-universiteit, waar hij zou blijven tot zijn emeritaat in 1992. Hij werkte er in de eerste plaats verder rond zijn emotietheorie.

## Onderzoek
Kenmerkend voor Schachter was dat hij experimenteel basisonderzoek steeds koppelde aan toetsing van de bevindingen of theorieën aan maatschappelijk relevante fenomenen in het dagelijks leven. Hij deed onderzoek rond zeer uiteenlopende fenomenen, gaande van groepsbeïnvloeding over emoties, obesitas en nicotineverslaving tot de invloed van negatieve gebeurtenissen op koopgedrag en de beurs, en het gebruik van stopwoordjes ("uh", ...).
De grote kritiek op Schachter is dat zijn theorieën erg ad hoc waren en niet aansloten bij meer globale theorieën.

### Emotietheorie
Vanuit zijn bevindingen in verband met sociale beïnvloeding redeneerde Schachter dat emoties niet alleen rechtstreeks uitgelokt worden door de omstandigheden, maar soms ook cognitief geconstrueerd worden op basis van andere informatie. Zo kwam hij tot de tweefactorentheorie van de emotie. Een belangrijk artikel hierover werd in 1962 gepubliceerd door Schachter en Singer. In een aantal experimenten hadden Stanley Schachter, Jerome Singer, Bibb Latané en Ladd Wheeler aangetoond dat wanneer proefpersonen arousal ondervonden zonder dat ze de exacte bron kenden, ze er via veranderingen in de omstandigheden konden toe gebracht worden deze arousal te interpreteren als kwaadheid, euforie of angst. De eerste factor die noodzakelijk is voor sterke emoties zou dan arousal zijn en deze zou gelijk zijn voor alle emoties. De tweede factor is de cognitieve interpretatie op basis van de situatie, en dikwijls mee op basis van aanwijzingen van andere personen. Deze tweede factor zou dan bepalen welke emotie precies ervaren wordt.
Schachter begaf zich hiermee op het terrein van de attributietheorieën: de theorieën die aangeven in welke omstandigheden mensen de oorzaken van gedrag toeschrijven aan bepaalde interne of externe factoren. Het toeschrijven van de oorzaken van emoties hing blijkbaar van meer factoren af dan voordien werd gedacht.

### Obesitas
Vertrekkend vanuit bovenvermeld emotie-onderzoek vroeg Schachter zich af of arousal in sommige omstandigheden ook als een hongergevoel kon geïnterpreteerd worden en zo kon aanleiding geven tot overgewicht. Dit bleek niet het geval. Wel stelde hij vast dat obese proefpersonen veel gevoeliger waren voor externe prikkels in verband met eten dan niet-obese proefpersonen: dit wordt de "externality theory" genoemd. Niet zozeer het interne hongergevoel zou een rol spelen, maar veel meer de aanwezigheid en aantrekkelijkheid van eten. In 1974 wijdde hij een heel boek aan obesitas, waarbij hij en Judith Rodin onderzoek bij ratten en mensen vergeleken. Later bleek deze theorie toch niet helemaal op te gaan, onder meer door het gebruik van atypische proefpersonen, die niet echt vergelijkbaar waren met de gewone mensen met obesitas. Toch wordt het model van Schachter soms nog gebruikt als basis voor interventies bij obesitas.

## Persoonlijk
Schachter was getrouwd en had een zoon.
Als persoon werd hij omschreven als charismatisch, grappig, uitdagend en bescheiden.
In 1997 overleed hij thuis op 75-jarige leeftijd ten gevolge van darmkanker.

## Erkenning
- In 1969 kreeg hij van de American Psychological Association de Award for Distinguished Scientific Contributions.[11]
- In 1983 werd hij opgenomen in de National Academy of Sciences.

- Bibliothèque nationale de France: cb122459218 (data)
- CiNii: DA0168008X
- Gemeinsame Normdatei: 135921570
- International Standard Name Identifier: 0000 0000 8355 8843
- Library of Congress Control Number: n85299075
- Nationale Bibliotheek van Letland: 000104962
- Mathematics Genealogy Project: 266631
- Nationale Bibliotheek van Tsjechië: mzk2013747693
- Nationale Bibliotheek van Israël: 987007401321405171
- Nationale Bibliotheek van Polen: a0000002219107
- Nederlandse Thesaurus van Auteursnamen: 073213861
- Istituto Centrale per il Catalogo Unico: SBLV277641
- SNAC: w6qg1m91
- Système universitaire de documentation: 031197876
- Trove: 967564
- Virtual International Authority File: 9904335
- WorldCat: E39PBJfRCx9xYPTdbhQBP6qYT3